# Feedback (chanson)
Pour les articles homonymes, voir Feedback.
Singles de Janet Jackson
So Excited
(2006) Rock With U
(2008)
Feedback est le premier extrait de l'album Discipline de Janet Jackson sorti en 2008. Cette chanson electropop et dance est produite par Rodney Jerkins. Elle est écrite par ce dernier avec en auteurs additionnels : LaShawn Daniels et Tasleema Yasin. Elle comporte des éléments eurodance, techno, electro, synthpop et hip-hop/rap.